# Leidenschaftliche Blümchen
Leidenschaftliche Blümchen ist ein deutscher Erotikfilm mit Nastassja Kinski in ihrer ersten Kinofilmhauptrolle.

## Handlung
In einem Internat in den Alpen entdecken fünf miteinander befreundete Mädchen allmählich ihre Sexualität. Weit mehr als für ihre Studienfächer wie Mathematik oder Französisch beginnen sie sich für das andere Geschlecht zu interessieren. Doch weder Debbie, die Anführerin der Mädchen, noch Gina, Ruth, Marie-Louise oder Jane haben sonderlich Erfahrungen mit Jungs. Und so wollen sie so schnell wie möglich ein paar attraktive Gleichaltrige becircen, um diesen Mangel zu beheben. Aus diesem Grund gründen die Mädchen eine Art Geheimclub, dessen Satzung nur aus einem Paragraphen besteht: So schnell wie möglich die Jungfernschaft zu verlieren.
Besonderes Augenmerk legen die fünf Hübschen auf die Zöglinge des benachbarten Knaben-Internats. Doch alles scheint leichter gesagt als getan, die auserkorenen Jünglinge sind mindestens ebenso unerfahren und linkisch wie die Mädchen. Was immer sich die Fünf einfallen lassen, irgendetwas geht immer schief: Mal schieben die aufmerksamen Lehrer und Erzieher den Absichten der liebestollen Mädels einen Riegel vor, mal sind ihre Möchtegernliebhaber zwar willens, aber nicht wirklich standhaft. Nach einer Reihe von Flops greift die amouröse Mädchen-Gang zu einer letzten List: Auf der anstehenden Internatsfete ziehen sie sich besonders aufreizend an und mischen überdies einige Aphrodisiaka in die Bowle. Und so finden die hormongesteuerten Adoleszenten beiderlei Geschlechts denn doch noch zusammen. Doch mehr noch als das nackte Verlangen obsiegt letztlich die Romantik.

## Produktion
Die Dreharbeiten fanden überwiegend auf Schloss Ort im oberösterreichischen Gmunden statt. Gedreht wurde an 36 Tagen zwischen dem 17. August und dem 8. Oktober 1977.
Die deutsche Erstaufführung fand am 2. März 1978 im Rahmen der IFB-Filmmesse in Berlin statt, der Massenstart war am 14. April 1978 in Köln, Nürnberg und Lüneburg.
Nachdem im März 1977 Nastassja Kinski durch ihre Hauptrolle in dem Tatort-Krimi Reifezeugnis schlagartig bundesweit bekannt geworden war, erhielt sie unmittelbar darauf das Angebot für die Hauptrolle in diesem Erotikfilm, der nur sparsame Nacktaufnahmen zeigt. So ist beispielsweise die Französin Véronique Delbourg in einer kurzen Oben-Ohne-Szene zu sehen. Sie war die älteste der fünf Jungschauspielerinnen und hatte während der Dreharbeiten das Volljährigkeitsalter von 18 Jahren erreicht.
Kurt Raab übernahm nicht nur eine Nebenrolle, sondern zeichnete auch für die Ausstattung verantwortlich. Da der Film 1956, zu Beginn der Rock-’n’-Roll-Ära, spielt, sind auch diverse Lieder dieser Zeit zu hören: Debbie’s Song, My Baby Blue, The First Kiss, See You Later, Alligator, Rock-a-Beatin’ Boogie sowie Shake, Rattle and Roll. Es singen Bill Haley and the Comets. Der Film basiert auf Rosalind Erskines Roman The Passion Flower Hotel. Unter diesem Titel wurde er auch international verliehen. Regisseur André Farwagi steuerte auch Liedtexte bei.

## Kritik
Das Lexikon des Internationalen Films urteilte: „Spekulative Mischung aus Schulmädchenreport und Paukerfilmklamauk.“
Kay Wenigers Das große Personenlexikon des Films nannte die beiden kurz hintereinander entstandenen Kinski-Streifen Leidenschaftliche Blümchen und Bleib wie du bist „Jungmädchenromanzen mit Soft-Sex-Touch“
In Cinema hieß es zur Zeit der Uraufführung: „‘Leidenschaftliche Blümchen’ ist ein liebenswerter Unterhaltungsfilm, der sich vom Thema und Anspruch her etwa auf der Linie von Komödien wie ‘Her mit den kleinen Engländerinnen’ bewegt. Natürlich wird die Schau-Lust des Publikums mit einem Hauch zarter Erotik befriedigt […]“
Jahrzehnte später sah das die Online-Redaktion derselben Zeitschrift wesentlich kritischer und urteilte: „Dank der großkitschigen Musik von Francis Lai ist diese vergleichsweise züchtige Atze-Brauner-Produktion ein Quantum besser als der gängige Schulmädchenschund der 70er. Einziger Hingucker bleibt aber die junge Nastassja Kinski. Kurios-alberner Weichzeichner-Kitsch.“